# Plan B (film, 2001)
Cet article concerne le film de Greg Yaitanes. Pour le film de Marco Berger, voir Plan B.
Pour les articles homonymes, voir Plan B (homonymie).
Pour plus de détails, voir Fiche technique et Distribution.
Plan B est une comédie américaine réalisée par Greg Yaitanes et écrite par Lisa Lutz, produite en 2001 et sortie directement en DVD aux États-Unis le 2 mai 2006.

## Synopsis
Un honnête comptable pense qu'une femme, Fran Varecchio (Diane Keaton), a tué trois gangsters. Il confie ce secret à son supérieur qui accuse Varecchio d'être une tueuse à gages, ce qui va tout de suite créer une terrible méprise.

## Fiche technique
- Titre original : Plan B
- Titre francophone : Plan B
- Réalisation : Greg Yaitanes
- Scénario : Lisa Lutz
- Production : Steven E. Hoffman, Matt Salinger
- Société de production : Half Moon Entertainment, New Moon Productions
- Musique : Brian Tyler
- Photographie : John Peters
- Montage : William Lorton
- Direction du casting : Sheila Jaffe, Georgianne Walken
- Costumes : Toni Fusco
- Durée : 98 minutes
- Pays de production :  États-Unis
- Langue originale : anglais
- Formats : Couleur - 35 mm - 2.35:1
- Genre : comédie
- Date de sortie : Vidéofilm : 
  - Allemagne : 12 mai 2005
  - États-Unis : 2 mai 2006

## Distribution
- Paul Sorvino : Joe Maloni
- Diane Keaton : Fran Varecchio
- Frank Pellegrino (en) : Frank Varecchio
- Anthony DeSando : Mario
- Nick Sandow : Tommy
- Glenn Cruz : John Anderson
- Raymond Franza : Lester
- Louis Vanaria : Hal
- Bruno Iannone : Sammy
- Maury Chaykin : Donald Rossi
- Bob Balaban : James Foster
- John Ventimiglia : Raymond Pelagi
- Traci Ann Wolfe : La petite amie de Raymond
- Natasha Lyonne : Kaye
- Michael Allinson : Charles
- Burt Young : Sal Palermo
- John Rothman : Dr Pete